# Österreichische Badmintonmeisterschaft 2010
Die Österreichische Badmintonmeisterschaft 2010 fand vom 5. bis zum 7. Februar 2010 in Linz statt. Es war die 53. Auflage der Meisterschaften.

## Medaillengewinner
| Disziplin    | Gold                       | Silber                          | Bronze                                 |
| ------------ | -------------------------- | ------------------------------- | -------------------------------------- |
| Herreneinzel | Michael Lahnsteiner        | David Obernosterer              | Luka Wraber                            |
| Herreneinzel | Michael Lahnsteiner        | David Obernosterer              | Daniel Graßmück                        |
| Dameneinzel  | Claudia Mayer              | Simone Prutsch                  | Alexandra Mathis                       |
| Dameneinzel  | Claudia Mayer              | Simone Prutsch                  | Michaela Mathis                        |
| Herrendoppel | Jürgen Koch Peter Zauner   | Daniel Graßmück Roman Zirnwald  | Vilson Vattanirappel Lukas Weissenbäck |
| Herrendoppel | Jürgen Koch Peter Zauner   | Daniel Graßmück Roman Zirnwald  | Paul Demmelmayer Bernd Thormann        |
| Damendoppel  | Iris Freimüller Tina Riedl | Elisabeth Baldauf Belinda Heber | Barbara Scheer Zhu Niannian            |
| Damendoppel  | Iris Freimüller Tina Riedl | Elisabeth Baldauf Belinda Heber | Alexandra Mathis Michaela Mathis       |
| Mixed        | Jürgen Koch Zhu Niannian   | Roman Zirnwald Simone Prutsch   | Fabian Steurer Alexandra Mathis        |
| Mixed        | Jürgen Koch Zhu Niannian   | Roman Zirnwald Simone Prutsch   | David Obernosterer Elisabeth Baldauf   |

## Herreneinzel
- Florian Baumgartner – Roland Bauer: 21-17 21-15
- Markus Hinz – Thomas Hahn: 21-15 16-21 21-16
- Lukas Weissenbäck – Stefan Wrulich: 21-18 21-15
- Günter Kofler – Daniel Comploier: 17-21 21-16 21-18
- Dominik Stipsits – Daniel Aigner: 21-17 23-21
- Markus Grutschnig – Jia Ge: 21-11 21-17
- Manuel Dornig – Guang-Jun Mai: 8-21 21-18 21-17
- Christoph Almer – Simon Rebhandl: 21-15 21-15
- Jan Sedlmayr – Thomas Petzold: 21-16 21-9
- Lukas Rebhandl – Daniel Pesserer: 21-10 21-17
- Klaus Dornig – Christoph Frantes: 21-13 21-15
- Constantin Sintschnig – Ralph Bittenauer: 23-21 21-17
- Markus Schaller – Manuel Grün: 21-15 21-9
- Paul Demmelmayer – Jakob Ostermann: 21-7 21-9
- Dominik Trojan – Thomas Wimmer: 21-19 21-16
- Benjamin Schlemmer – Alexander Moser: 18-21 21-10 21-11
- Fabian Steurer – Marian Gratzer: 21-13 21-17
- Vilson Vattanirappel – Thomas Sturm: 21-7 21-7
- Peter Wetz – Moritz Kaufmann: 21-16 21-15
- Philipp Perissutti – Jürgen Schuster: 21-13 21-11
- Harald Koch – Simon Kickinger: 21-11 21-13
- Martin Bräutigam – Markus Gönitzer: 18-21 21-7 21-9
- Matthias Almer – Dominik Kronsteiner: 21-10 21-11
- Armin Kreulitsch – Tariq Farooq: w.o.
- Michael Lahnsteiner – Manuel Dornig: 21-2 21-10
- Florian Baumgartner – Markus Hinz: 19-21 21-8 24-22
- Matthias Bertsch – Christoph Almer: 23-21 21-9
- Lukas Weissenbäck – Günter Kofler: 21-13 21-11
- Luka Wraber – Dominik Stipsits: 21-8 21-10
- Jan Sedlmayr – Markus Grutschnig: 21-9 21-10
- Michael Trojan – Lukas Rebhandl: 21-9 Aufgabe
- Klaus Dornig – Constantin Sintschnig: 21-16 21-9
- Paul Demmelmayer – Markus Schaller: 21-17 21-14
- Bernd Thormann – Dominik Trojan: 21-17 21-19
- Fabian Steurer – Benjamin Schlemmer: 21-17 21-15
- Daniel Graßmück – Vilson Vattanirappel: 21-15 21-19
- Philipp Perissutti – Peter Wetz: 21-11 21-10
- Markus Ratzenböck – Harald Koch: 21-14 21-7
- Matthias Almer – Martin Bräutigam: 21-11 21-3
- David Obernosterer – Armin Kreulitsch: 21-11 21-15
- Michael Lahnsteiner – Florian Baumgartner: 21-12 21-8
- Matthias Bertsch – Lukas Weissenbäck: 21-15 21-17
- Luka Wraber – Jan Sedlmayr: 21-13 21-13
- Michael Trojan – Klaus Dornig: 26-24 21-17
- Bernd Thormann – Paul Demmelmayer: 21-19 21-17
- Daniel Graßmück – Fabian Steurer: 21-12 21-14
- Markus Ratzenböck – Philipp Perissutti: 15-21 21-13 21-14
- David Obernosterer – Matthias Almer: 21-10 21-11
- Michael Lahnsteiner – Matthias Bertsch: 21-6 21-10
- Luka Wraber – Michael Trojan: 21-18 21-11
- Daniel Graßmück – Bernd Thormann: 21-10 21-8
- David Obernosterer – Markus Ratzenböck: 21-13 21-19
- Michael Lahnsteiner – Luka Wraber: 21-17 21-12
- David Obernosterer – Daniel Graßmück: 21-13 8-6 Aufgabe
- Michael Lahnsteiner – David Obernosterer: 21-10 21-7

## Dameneinzel
- Barbara Scheer – Mia Matic: 21-10 19-21 21-17
- Anna Demmelmayer – Mercedes Raunig: w.o.
- Elisa Widowitz – Katharina Sturm: 21-7 21-11
- Leonie Stenek – Melissa Gräßl: 21-13 21-8
- Barbara Galos – Natalie Hofinger: 20-22 21-9 21-16
- Daniela Adamec – Lilli Greutter: 21-11 21-15
- Sarina Kohlfürst – Nathalie Ziesig: 21-15 21-18
- Maria Fröhlich – Julia Frantes: 15-21 21-15 22-20
- Sonja Langthaler – Julia Herndlhofer: 21-13 21-12
- Claudia Mayer – Barbara Scheer: 21-5 21-5
- Anna Demmelmayer – Elisa Widowitz: 21-12 21-16
- Belinda Heber – Leonie Stenek: 21-17 21-11
- Alexandra Mathis – Barbara Galos: 21-12 21-15
- Nina Almer – Daniela Adamec: 21-15 10-21 21-17
- Michaela Mathis – Sarina Kohlfürst: 21-18 21-10
- Susanne Schuster – Maria Fröhlich: 21-13 21-16
- Simone Prutsch – Sonja Langthaler: 21-15 21-12
- Claudia Mayer – Anna Demmelmayer: 21-19 21-8
- Alexandra Mathis – Belinda Heber: 21-17 21-15
- Michaela Mathis – Nina Almer: 21-9 21-12
- Simone Prutsch – Susanne Schuster: 21-18 21-18
- Claudia Mayer – Alexandra Mathis: 21-15 21-8
- Simone Prutsch – Michaela Mathis: 21-15 21-9
- Claudia Mayer – Simone Prutsch: 21-19 14-21 21-13

## Herrendoppel
- Markus Grutschnig / Markus Gönitzer – Jan Fian / Christian Rittler: 21-23 21-12 21-14
- Jan Sedlmayr / Matthias Bertsch – Marian Gratzer / Peter Wetz: 21-16 21-19
- Lukas Rebhandl / Moritz Kaufmann – Dominik Kronsteiner / Manuel Weber: 13-21 21-14 21-19
- Jakob Ostermann / Manuel Dornig – Günter Kofler / Constantin Sintschnig: 12-21 21-11 21-12
- Lukas Weissenbäck / Vilson Vattanirappel – Christoph Almer / Matthias Almer: 21-19 20-22 21-18
- Simon Rebhandl / Thomas Hahn – Dominik Trojan / Michael Trojan: 11-21 21-17 21-14
- Daniel Pesserer / Alexander Moser – Martin Bräutigam / Markus Schaller: 18-21 21-15 21-7
- Harald Koch / Klaus Dornig – Peter Kreulitsch / Stefan Wrulich: 21-15 21-14
- Guang-Jun Mai / Christoph Frantes – Manuel Grün / Markus Ratzenböck: 21-18 16-21 24-22
- Armin Kreulitsch / Daniel Comploier – Thomas Petzold / Dominik Stipsits: 21-19 21-8
- Fabian Steurer / Philipp Perissutti – Florian Baumgartner / Thomas Sturm: 21-15 22-20
- Jia Ge / Georg Cejnek – Ralph Bittenauer / Benjamin Schlemmer: 21-16 21-15
- Peter Zauner / Jürgen Koch – Markus Grutschnig / Markus Gönitzer: 21-6 21-6
- Jan Sedlmayr / Matthias Bertsch – Moritz Kaufmann / Lukas Rebhandl: 21-16 21-14
- Daniel Wolf / David Obernosterer – Manuel Dornig / Jakob Ostermann: 21-16 21-15
- Lukas Weissenbäck / Vilson Vattanirappel – Thomas Hahn / Simon Rebhandl: 21-11 21-10
- Harald Koch / Klaus Dornig – Alexander Moser / Daniel Pesserer: 21-16 21-4
- Bernd Thormann / Paul Demmelmayer – Christoph Frantes / Guang-Jun Mai: 21-16 21-19
- Fabian Steurer / Philipp Perissutti – Daniel Comploier / Armin Kreulitsch: 21-7 21-19
- Roman Zirnwald / Daniel Graßmück – Georg Cejnek / Jia Ge: 21-19 21-13
- Peter Zauner / Jürgen Koch – Matthias Bertsch / Jan Sedlmayr: 21-15 21-8
- Lukas Weissenbäck / Vilson Vattanirappel – David Obernosterer / Daniel Wolf: 21-16 22-24 21-14
- Bernd Thormann / Paul Demmelmayer – Klaus Dornig / Harald Koch: 18-21 21-16 21-15
- Roman Zirnwald / Daniel Graßmück – Philipp Perissutti / Fabian Steurer: 21-14 21-16
- Peter Zauner / Jürgen Koch – Vilson Vattanirappel / Lukas Weissenbäck: 21-7 21-4
- Roman Zirnwald / Daniel Graßmück – Paul Demmelmayer / Bernd Thormann: 16-21 21-13 21-12
- Peter Zauner / Jürgen Koch – Daniel Graßmück / Roman Zirnwald: 21-11 21-11

## Damendoppel
- Nathalie Ziesig / Anna Demmelmayer – Mia Matic / Lesly Vattanirappel: 21-19 21-16
- Niannian Zhou / Barbara Scheer – Maria Fröhlich / Katharina Sturm: 21-14 21-10
- Leonie Stenek / Sarina Kohlfürst – Nina Almer / Elisa Widowitz: 22-20 21-18
- Barbara Galos / Daniela Adamec – Lilli Greutter / Sonja Langthaler: 21-17 21-15
- Julia Herndlhofer / Julia Frantes – Melissa Gräßl / Natalie Hofinger: w.o.
- Belinda Heber / Elisabeth Baldauf – Anna Demmelmayer / Nathalie Ziesig: 21-11 21-7
- Niannian Zhou / Barbara Scheer – Sarina Kohlfürst / Leonie Stenek: 21-18 21-13
- Tina Riedl / Iris Freimüller – Daniela Adamec / Barbara Galos: 21-14 21-14
- Michaela Mathis / Alexandra Mathis – Julia Frantes / Julia Herndlhofer: 21-16 21-11
- Belinda Heber / Elisabeth Baldauf – Barbara Scheer / Niannian Zhou: 21-14 21-10
- Tina Riedl / Iris Freimüller – Alexandra Mathis / Michaela Mathis: 21-14 21-16
- Tina Riedl / Iris Freimüller – Elisabeth Baldauf / Belinda Heber: 21-16 18-21 21-14

## Mixed
- Thomas Sturm / Maria Fröhlich – Guang-Jun Mai / Mia Matic: 18-21 21-13 21-16
- Vilson Vattanirappel / Julia Frantes – Markus Schaller / Nina Almer: 21-19 21-19
- Philipp Perissutti / Anna Demmelmayer – Dominik Trojan / Elisa Widowitz: 21-14 21-19
- Lukas Rebhandl / Iris Freimüller – Georg Cejnek / Lesly Vattanirappel: 21-10 21-16
- Lukas Weissenbäck / Julia Herndlhofer – Constantin Sintschnig / Mercedes Raunig: w.o.
- Daniel Wolf / Nathalie Ziesig – Alexander Moser / Leonie Stenek: 14-21 21-17 22-20
- Harald Koch / Barbara Scheer – Manuel Dornig / Daniela Adamec: 21-15 21-11
- Markus Gönitzer / Melissa Gräßl – Ralph Bittenauer / Lilli Greutter: 16-21 21-16 24-22
- Moritz Kaufmann / Sarina Kohlfürst – Christoph Almer / Sonja Langthaler: 19-21 21-18 21-14
- Jan Sedlmayr / Michaela Mathis – Thomas Wimmer / Katharina Sturm: 21-11 21-9
- Jürgen Koch / Niannian Zhou – Thomas Sturm / Maria Fröhlich: 21-12 21-8
- Philipp Perissutti / Anna Demmelmayer – Vilson Vattanirappel / Julia Frantes: 21-16 14-21 21-12
- Paul Demmelmayer / Belinda Heber – Lukas Rebhandl / Iris Freimüller: 18-21 21-18 21-13
- Fabian Steurer / Alexandra Mathis – Lukas Weissenbäck / Julia Herndlhofer: 21-19 21-18
- Jürgen Schuster / Susanne Schuster – Martin Bräutigam / Maria Pamminger: 21-19 21-15
- Harald Koch / Barbara Scheer – Daniel Wolf / Nathalie Ziesig: 21-17 21-13
- David Obernosterer / Elisabeth Baldauf – Markus Gönitzer / Melissa Gräßl: 21-10 21-12
- Jan Sedlmayr / Michaela Mathis – Moritz Kaufmann / Sarina Kohlfürst: 21-5 21-13
- Roman Zirnwald / Simone Prutsch – Jürgen Schuster / Susanne Schuster: 21-7 21-11
- Jürgen Koch / Niannian Zhou – Philipp Perissutti / Anna Demmelmayer: 21-6 21-8
- Fabian Steurer / Alexandra Mathis – Paul Demmelmayer / Belinda Heber: 21-14 21-17
- David Obernosterer / Elisabeth Baldauf – Harald Koch / Barbara Scheer: 21-13 21-8
- Roman Zirnwald / Simone Prutsch – Jan Sedlmayr / Michaela Mathis: 21-16 21-19
- Jürgen Koch / Niannian Zhou – Fabian Steurer / Alexandra Mathis: 21-13 21-6
- Roman Zirnwald / Simone Prutsch – David Obernosterer / Elisabeth Baldauf: 21-16 21-19
- Jürgen Koch / Niannian Zhou – Roman Zirnwald / Simone Prutsch: 21-14 21-10